# 龔照勝
龔照勝（1955年3月29日—2016年3月18日），生於台灣台東縣關山鎮，銀行家，曾任台糖董事長，第一任中華民國金融監督管理委員會主任委員。

## 生平
龔照勝生於關山鎮，家中有八個兄弟姐妹，龔照勝為么子。其父親是一名煙酒零售商，經同業支持下，成為台灣省菸酒公賣局區配銷處主任。其姑姑開設藥廠，銷售止痛藥「五分珠」。
在國立交通大學海洋運輸學系取得學士學位。留學美國，1983年取得印地安那大學商學碩士。畢業後回台灣，進入新加坡銀行工作。此後一直在台灣的外商銀行界工作，2000年任瑞士信貸第一波士頓銀行台灣區總裁。
在2000年總統大選時，支持陳水扁陣營。在扁政府時期（2000年-2008年），於2001年，以瑞士信貸第一波士頓銀行台灣區總裁身份組織銀行招商團，伴隨財政部長顏慶章出訪歐洲，招募歐洲銀行前來台灣投資。因此事件，瑞士信貸第一波士頓銀行受到中華人民共和國的政治壓力，喪失在中國的承銷權以及數個信貸案，龔照勝在2002年被迫退休。龔照勝控告瑞士信貸，獲得資遣費。在2002年至2003年間，龔照勝任東森美洲台顧問。
於2003年，龔照勝出任台糖董事長。2004年7月1日任金管會首任主任委員。
2006年，經當時台糖董事長余政憲舉發，檢方起訴龔照勝，認為他在台糖董事長期間涉入三項台糖弊案。龔照勝認為自己清白，拒絕請辭；遭當時的行政院長蘇貞昌將他停職，撤換其金管會主委一職，並移送監察院調查。這三項弊案，分別在2008年、2009年及2010年獲判無罪。龔照勝於2009年另外提起行政訴訟，希望撤銷停職命令，但敗訴。此外，在2006年，經法務部調查，龔照勝在擔任台糖董事長期間漏報名下財產，裁罰新台幣12萬元；2008年，龔照勝遭監察院彈劾。
2016年3月18日，龔照勝與友人聚餐時因心肌梗塞去世，享年60歲。

## 經歷
- 1983年─1987年 新加坡發展銀行台灣分行共同創辦人暨企業融資部主管
- 1988年─1991年 美國大通銀行副總裁
- 1991年─1995年 瑞士聯合銀行臺灣分行共同創辦人暨資深副總裁
- 1995年─1999年 美商雷曼兄弟投資銀行臺灣分公司創辦人暨總經理
- 1999年─2000年 美商帝傑投資銀行集團臺灣分公司創辦人暨臺灣區總裁
- 2000年─2002年 瑞士信貸第一波士頓臺灣區總裁
- 2003年─2004年6月30日 臺灣糖業股份有限公司董事長
- 2004年7月1日─2006年5月12日 行政院金融監督管理委員會首任主任委員

## 家庭
前妻張鈴，出身黑松張家。兩人在1987年結婚，婚後生一子。2003年兩人離婚。
與凌美琦於2005年再婚。

## 擔任金管會主委致力打擊金融犯罪
龔照勝於擔任金管會主委時期與警方合作打擊金融犯罪。

## 遭指涉及台糖公司弊案
龔照勝在擔任台糖董事長期間，在任內，推出蘭花咖啡館，以販售麝香貓咖啡為號召。後經媒體揭露其使用的並不是真正麝香貓咖啡豆，業績也不佳，在半年後關閉。此外，推出詩丹雅蘭保養品。
在就任金管會時，被指涉及三項弊案，在2006年5月遭到台北地檢署羈押，以新台幣50萬元交保；在2006年8月31日，被起訴，求刑7年。
這三項弊案分別為：
1. 台糖生產的詩丹雅蘭保養品由特定廠商得標，遭疑圖利私人。
2. 擔任台糖董事長期間，開設的蘭花咖啡館遭疑違反《政府採購法》。
3. 蘭花咖啡館顧問凌美珍（其妻凌美琦之姐）由台糖美國分公司聘任，但在台工作領取高薪。

台灣台北地方法院於2008年5月31日第一審判決，以龔照勝並無違法圖利私人、背信或公務員貪瀆之情形，也無損害台糖的利益，判決無罪與免訴。2009年3月5日，台灣高等法院二審判決龔免訴及無罪。2010年，台灣高等法院更一審，維持無罪判決。
龔照勝涉台糖弊案，遭行政院停止金管會主委職務；龔照勝不服，提起行政訴訟，並以一、二審被判無罪理由抗辯。2009年10月1日，最高行政法院判決，行政訴訟不受刑事判決拘束，仍判決龔敗訴，維持停職處分定讞。
監察委員洪昭男、林鉅鋃發起調查；2008年，調查結束，監察院通過彈劾案與糾正案，彈劾龔照勝。